# Remco Meisner
Remco Meisner (Amsterdam, 27 december 1959) is een Nederlands uitgever.

## Prijzen
In 2017 won hij de Bemoste Beeld-prijs voor zijn activiteiten sinds 1979 als oprichter en bestuurder van de Stichting Fantastische Vertellingen.
Deze non profit-organisatie stelt zich ten doel oorspronkelijk Nederlandstalige fantastische literatuur en kunst uit te geven en te propageren. De stichting heeft meer dan honderd boeken en tijdschriften uitgegeven.

## Persoonlijk
Remco Meisner woont in Nieuw-Vennep en is gehuwd. Reeds als tiener gaf hij boekjes en tijdschriften uit, schreef zelf korte verhalen en enkele non fictie-boeken. Hij richtte in april 1979 de Stichting Fantastische Vertellingen op. Deze stichting werkt samen met andere organisaties, zoals bijvoorbeeld het NCSF.
In 1983 studeerde Meisner af aan de HTS “Amsterdam”, later voltooide hij een MBA aan de University of Liverpool en behaalde hij de mastergraad aan de Vrije Universiteit Amsterdam op het gebied van organisatieverandering.
Na zijn pensionering in december 2024 is Meisner doorgegaan met zijn (onbezoldigde) werkzaamheden als uitgever. Hij werkte voor zijn pensionering ruim 10 jaar als docent aan de Hogeschool Leiden.
In zijn werk als verandermanager (2000-2012) bracht hij samen met een groep andere specialisten een wegwijzer voor organisatievolwassenheidsmodellen uit bij Van Haren Publishing.

### verantwoordelijk uitgever bij de Stichting Fantastische Vertellingen van (excerpt)
- Ganymedes (jaarboek, sinds 2012)
- Fantastische Vertellingen (driemaandelijks periodiek, sinds 1979)
- Rare Boekjes-reeks (fantastische pocketboeken)
- Snuffel-reeks (fantastische detectives)
- Verboden Boekjes-reeks (jeugdboeken)